# پارک شین هه
پارک شین هه (کره‌ای: 박신혜؛ زادهٔ ۱۸ فوریه ۱۹۹۰) بازیگر، خواننده و مدل اهل کره جنوبی است. او به خاطر ایفای نقش در ملودرام‌های پلکانی به سوی بهشت (۲۰۰۳) و درخت بهشتی (۲۰۰۶) معروف شد. پارک که به عنوان یکی از پرکارترین بازیگران زن در سن خود شناخته می‌شود، به خاطر بازی‌اش در مجموعه‌های تلویزیونی تو زیبایی (۲۰۰۹)، وارثان (۲۰۱۳)، پینوکیو (۲۰۱۴–۲۰۱۵)، پزشکان (۲۰۱۶)، خاطرات الحمرا (۲۰۱۸–۲۰۱۹) و افسانه سیزیف (۲۰۲۱) و دکتر اسلامپ (۲۰۲۴) و قاضی جهنمی (۲۰۲۴) مورد قدردانی قرار گرفت.
پارک در سال ۲۰۱۵، در فهرست سلبریتی‌های قدرتمند کره توسط فوربز در رتبه ۳۳، در سال ۲۰۱۷ در رتبه ۱۲ و در سال ۲۰۲۱ در رتبه ۴۰ قرار گرفت.

## زندگی شخصی
در ۷ مارس ۲۰۱۸، تایید شد که پارک از اواخر سال ۲۰۱۷ با بازیگر چوی ته-جون در رابطه بوده است.
در ۲۳ نوامبر ۲۰۲۱، اعلام شد که پارک باردار است و در حال آماده شدن برای ازدواج با چوی است، آنها در یک مراسم عروسی خصوصی در ۲۲ ژانویهٔ ۲۰۲۲ در سئول ازدواج کردند.
او اولین فرزند خود را که یک پسر است در ۳۱ مهٔ ۲۰۲۲ به دنیا آورد.

## ترانه‌شناسی

### تک‌آهنگ‌ها
| عنوان                                        | سال  | بهترین موقعیت جدول | فروش (دیجیتال)      | آلبوم             |
| عنوان                                        | سال  | کره جنوبی          | فروش (دیجیتال)      | آلبوم             |
| -------------------------------------------- | ---- | ------------------ | ------------------- | ----------------- |
| «بالش بازو»                                  | ۲۰۱۴ | ۴۹                 | - کره جنوبی: ۳۳٬۹۱۸ | تک‌آهنگ بدون آلبوم |
| «عزیز من»                                    | ۲۰۱۴ | —                  | - کره جنوبی: ۱۶٬۸۳۵ | تک‌آهنگ بدون آلبوم |
| «—» بیانگر این است که در جدول منتشر نشده‌است. |      |                    |                     |                   |

### ساندترک‌ها
| عنوان                                        | سال  | بهترین موقعیت جدول | فروش (دیجیتال)       | آلبوم                            |
| عنوان                                        | سال  | کره جنوبی          | فروش (دیجیتال)       | آلبوم                            |
| -------------------------------------------- | ---- | ------------------ | -------------------- | -------------------------------- |
| «بدون حرف زدن»                               | ۲۰۰۹ | —                  |                      | اواس‌تی تو زیبایی                 |
| «روز لذت بخش»                                | ۲۰۰۹ | —                  |                      | اواس‌تی تو زیبایی                 |
| «تو بودی» به همراه لی مین-جونگ               | ۲۰۱۰ | —                  |                      | اواس‌تی آژانس سیرانو              |
| «در فضا» به همراه سونگ چانگ-ای               | ۲۰۱۱ | —                  |                      | اواس‌تی روزهای سبز: دایناسور و من |
| «روزی که عاشق شدیم»                          | ۲۰۱۱ | —                  |                      | اواس‌تی ضربان قلب                 |
| «خاطرات غم‌انگیزتر از عشق هستند»              | ۲۰۱۲ | —                  |                      | اواس‌تی نگران نباش من روحم        |
| «پیچ بلک»                                    | ۲۰۱۳ | ۷۵                 | - کره جنوبی: ۳۱٬۶۵۱  | اواس‌تی گل‌پسر همسایه              |
| «داستان»                                     | ۲۰۱۳ | ۴۷                 | - کره جنوبی: ۱۰۱٬۰۴۱ | اواس‌تی وارثان                    |
| «عشق مانند برف است»                          | ۲۰۱۴ | —                  |                      | اواس‌تی پینوکیو                   |
| «رؤیاپردازی»                                 | ۲۰۱۴ | —                  |                      | اواس‌تی پینوکیو                   |
| «—» بیانگر این است که در جدول منتشر نشده‌است. |      |                    |                      |                                  |

## واژه‌نامه
1. ↑  Arm Pillow; 팔베개
2. ↑  My Dear
3. ↑  Without a Word; 말도 없이
4. ↑  Lovely Day
5. ↑  It Was You; 당신이었군요
6. ↑  In Space; 우주에서
7. ↑  The Day We Fall in Love; 사랑하게 되는 날
8. ↑  Memories Are Sadder Than Love; 기억이란 사랑보다
9. ↑  Pitch Black; 새까맣게
10. ↑  Story
11. ↑  Love is Like Snow; 사랑은 눈처럼
12. ↑  Dreaming a Dream; 꿈을 꾸다